# Стречень, Сигита Брониславовна
Сигита Брониславовна Стречень (в девичестве Мажейкайте, род. 24 сентября 1958, Паневежис) — советская гандболистка, чемпион летних Олимпийских игр 1980 года, заслуженный мастер спорта СССР (1982).

## Биография
Воспитанница спортивных школ в городах Пумпеняй и Пасвалис (тренер Лаймонас Даугис).
С 1976 по 1989 годы выступала за вильнюсский клуб «Эгле». Входила в состав молодёжной сборной СССР (1977—1978) и первой сборной (1979—1986).
В 1980 году Сигита Стречень в составе сборной СССР стала чемпионкой московской Олимпиады. На олимпийском турнире она приняла участие в 4 матчах и забросила 2 гола. В 1982 году победила на чемпионате мира.
В 1989—1991 годах выступала в Западной Германии за гандбольный клуб «Ремшайд».
Литовская федерация гандбола включила Сигиту Стречень в символическую сборную Литвы XX века.